# میخائیل چیگورین
میخائیل چیگورین (روسی: Михаи́л Ива́нович Чиго́рин؛ ۱۲ نوامبر ۱۸۵۰ – ۲۵ ژانویهٔ ۱۹۰۸) شطرنج‌باز برجستهٔ اهل روسیه بود. او دو بار در مسابقات جهانی با ویلهلم اشتاینیتس روبرو شد و هر دو بازی را باخت. چیگورین را آخرین شطرنج‌باز بزرگ مکتب شطرنج رمانتیک و منبع الهام شطرنجبازان بزرگ مکتب شطرنج روسی می‌دانند.